# Celso Emilio Ferreiro
Celso Emilio Ferreiro Míguez (Celanova (Ourense), 1912 - Vigo, 1979) foi um escritor galego.
Era de família remediada, camponesa e galeguista. Aos 22 anos, em 1934, fundou com José Velo Mosquera a Federação de Mocedades Galeguistas. Pouco depois, foi processado por um artigo publicado em Guieiro, revista que ele mesmo dirigia.
Foi mobilizado para a Guerra Civil Espanhola pelas tropas de Franco, e foi preso por ter criticado os crimes fascistas. Estudou Direito, colaborou em diversos jornais e revistas e em 1966 emigra para a Venezuela, onde colaborou com a “Hermandade Galega”. Fundou o “Patronato da Cultura Galega”, e trabalhou no gabinete do Presidente Caldera.
Ao voltar da emigração, instalou-se em Madrid, onde trabalhou como jornalista. Escreveu prosa e poesia em castelhano e galego, destacando-se na poesia em galego, de fundo conteúdo social. Foi esta que lhe deu a reputação de grande escritor.

## Livros
- Cartafol de poesía,
- O sono sulagado,
- Viaxe ao país dos ananos,
- Terra de ningures,
- Onde o mundo se chama Celanova,
- Longa noite de pedra - Esta obra é a mais insigne, dando nome a toda uma época da história galega contemporânea,
- Cimeterio privado

Foi-lhe dedicado, em 1989, o Dia das Letras Galegas.